# عصام علی السید
عصام علی السید (انگلیسی: Essam Ali؛ زادهٔ ۱۷ نوامبر ۱۹۸۹) ورزشکار اهل مصر است.
از باشگاه‌هایی که در او آن بازی کرده‌، می‌توان به باشگاه ورزشی اسماعیلی اشاره کرد.